# 遠藤健太
遠藤 健太（えんどう けんた、1991年11月18日 -）は、地方競馬の大井競馬場遠藤茂厩舎所属の騎手である。勝負服の柄は胴青、袖桃・白一本輪。東京都出身、血液型A型、身長165cm、体重47kg。地方競馬教養センター騎手課程第87期生。遠藤茂調教師は父で元騎手。

## 来歴
2009年3月31日付けで地方競馬騎手免許を取得。同年4月20日大井競馬第1競走C3十組十一組条件戦ビックアランで初騎乗（14頭立て8着）。同年6月22日大井競馬第2競走C3八組条件戦をエレガントルビーで逃げ切り優勝（12頭立て4番人気）し、25戦目で初勝利。
2010年11月15日から2011年3月14日までの予定で高知競馬場で期間限定騎乗を行う。高知競馬での所属は雑賀正光厩舎。
2011年1月17日第25回全日本新人王争覇戦に出場し、第1戦を優勝、第2戦で4着となり総合2位（10人中）。
2012年7月7日から同年9月30日まで福山競馬場で期間限定騎乗を行う。所属は、高本友芳厩舎。
2015年4月18日から同年10月18日まで高知競馬場で期間限定騎乗を行う。所属は平和人厩舎。
地方通算成績は824戦34勝・2着41回・3着40回・勝率4.1%・連対率9.1%（2015年10月11日現在）
勝負服の柄は父の騎手時代の勝負服を真似、「更に目立つように」と父の二本輪を一本輪にしたとのこと。